# Prokuratura
Prokuratura – urząd państwowy powołany do stania na straży praworządności. Zazwyczaj swój cel prokuratura realizuje poprzez zaskarżanie do sądów decyzji niezgodnych z prawem, ściganie przestępstw, pomoc prawną społeczeństwu oraz branie udziału w procesie legislacyjnym jako czynnik opiniodawczy.
W niektórych państwach (zwłaszcza w tych, w których panuje system common law), prokuratura jest instytucją niezależną, niezawisłą i samorządną (tak jak sądownictwo). W większości państw prokuratura jest podległa rządowi lub określonemu ministrowi. Powszechny jest też podział na pion cywilny i wojskowy (tak jak w sądownictwie).